# Blechroneromia griveaudi
Blechroneromia griveaudi là một loài bướm đêm trong họ Geometridae.